# История одинокого мальчика
«История одинокого мальчика» (исп. Crónica de un niño solo) — фильм режиссёра Леонардо Фавио. Снят в Аргентине в 1965 году. В 2000 году Национальным музеем кинематографии опрошено сто критиков и историков кино по всей стране с предложением выбрать 100 лучших аргентинских звуковых фильмов. В результате «История одинокого мальчика» признана лучшей картиной.

## Сюжет
Мальчик Поли́н в 11 лет остался без попечения родителей и сдан в приют. Самые суровые методы воспитания там предусматривают физическое и психологическое насилие над подростками. Однажды Поли́ну удаётся бежать. Сначала свобода переполняет его. Он возвращается в родные ему трущобы Буэнос-Айреса, чтобы через короткое время вновь быть схваченным полицией и возвращённым в приют. Но, окунувшись на короткое время в жестокие нравы окружающей «свободной» жизни в государстве тотального диктата, Поли́н уже несколько проще воспринимает действительность ювенального интерната.

## В ролях
- Диего Пуэнте — Поли́н
- Тино Паскали — судебный пристав
- Викториано Морейра — Фиори
- Леонардо Фавио — Фабиан
- Мария Ванер — девушка
- Элкира Оливера Гарсес
- Мария Луиза Робледо
- Уго Арана
- Карлос Лусеро
- Марио Пена
- Амадео Саэнс Вальенте
- Хуан Кастро — Ребёнок 1
- Хуан Delicio — Ребёнок 2
- Карлос Медрано — Ребёнок 3
- Мигель Медрано — Ребёнок 4'

## Награды
- 1965 год — Кинофестиваль в Мар-дель-Плата, приз ФИПРЕССИ за режиссуру.
- 1966 год — «Серебряный кондор» Ассоциации кинокритиков Аргентины.

## Отзывы
- The Village Voice: «Этот беспощадный рассказ о выброшенном детстве развивается через серию коротких сцен в духе импрессионизма, безупречно снятых в чёрно-белом цвете оператором Игнесио Сауто. Строгий и мрачно-красивый, волнующий фильм Фавио часто воздействует как Четыреста ударов»[2].

## Дополнительная информация
- Фильм является первой частью трилогии, второй — «Романс о Анисето и Франциске» (исп. Este es el romance del Aniceto y la Francisca, de cómo quedó trunco, comenzó la tristeza y unas pocas cosas más..., 1966 год), последний — «Зависимый» (исп. El dependiente, 1969 год).
- Один из авторов сценария к фильму Зухаир Хорхе Жури — родной брат режиссёра. Леонардо Фавио — творческий псевдоним, подлинное имя и фамилия при рождении Фуад Хорхе Жури.